# Stylochaeton kornasii
Stylochaeton kornasii là một loài thực vật có hoa trong họ Ráy (Araceae). Loài này được Malaisse & Bamps miêu tả khoa học đầu tiên năm 1994.